# Falec de la Fòcida
Falec (grec antic: Φάλαικος, llatí: Phalaecus) fou un dirigent focidi, fill d'Onomarc, el cap dels focis durant la Tercera guerra sagrada.
Quan va morir el seu oncle Fail·le l'any 351 aC, encara era molt jove i si bé havia estat designat successor, va quedar sota la tutela de Mnasees de Fòcida. Però aquest va morir poc després en una batalla contra els beocis i Falec, malgrat la seva joventut, va assumir el comandament i va dirigir la guerra amb èxit divers.
Durant un temps es van produir incursions dels focis a Beòcia i dels beocis a la Fòcida, fins al 347 aC. Falec no va aconseguir establir fermament el seu poder i el partit opositor el va acusar d'apropiar-se del tresor sagrat per propòsits privats, i a causa d'això va ser privat del comandament, encara que no va rebre cap altre càstig.
El 346 aC va recuperar el càrrec de general de cap. A partir de llavors va afavorir directament o indirecta els propòsits de Filip II de Macedònia, i en lloc d'enfortir l'aliança amb Atenes i Esparta els va tractar quasi com enemics i el rei Arquidam III va retirar les forces enviades en ajut de la Fòcida. Falec no va prendre cap mesura per oposar-se als macedonis que van poder creuar les Termòpiles. Llavors va signar un tractat amb el Regne de Macedònia, en el qual es permetia a les forces de Falec (uns 8000 mercenaris) retirar-se lliurement al Peloponès, deixant la Fòcida en mans de Macedònia, segons diu Diodor de Sicília.
A partir d'aquest moment es va convertir en un cap de mercenaris sense altre poder, i va portar a terme diverses accions. Va passar al servei de Tàrent en la guerra contra els lucans, però un motí entre les seves forces el va obligar a abandonar aquesta tasca i va retornar al Peloponès. Llavors va anar a Creta i va ajudar a Cnossos contra la veïna ciutat de Lictos, ciutat que va conquerir, però de la que aviat en va ser expulsat per Arquidam d'Esparta. Va atacar després Cidònia però va perdre molts dels seus soldats i va ser ser derrotat morint en el combat cap a l'any 338 aC. Una llegenda explica que la maquinària de setge va ser destruïda per un llamp i es va incendiar, matant o ferint a molts homes, però segurament és una història inventada per mostrar la venjança divina contra tots els que saquejaven els tresors sagrats.